# Sicyonis biotrans
Sicyonis biotrans is een zeeanemonensoort uit de familie Actinostolidae.
Sicyonis biotrans is voor het eerst wetenschappelijk beschreven door Riemann-Zürneck in 1991.